# Saverna
Saverna är en ort i Estland. Den ligger i Valgjärve kommun och landskapet Põlvamaa, i den södra delen av landet, 190 km sydost om huvudstaden Tallinn. Saverna ligger 131 meter över havet och antalet invånare är 398.
Terrängen runt Saverna är platt. Runt Saverna är det glesbefolkat, med 9 invånare per kvadratkilometer. Närmaste större samhälle är Otepää, 13,4 km väster om Saverna. I omgivningarna runt Saverna växer i huvudsak blandskog.